# Unser täglich Brot (1930)
Unser täglich Brot (Originaltitel City Girl) ist ein US-amerikanisches Filmdrama aus dem Jahre 1930. Der Film, dessen Drehbuch auf dem Bühnenstück The Mud Turtle von Elliott Lester basiert, ist die vorletzte Regiearbeit des in Deutschland geborenen Regisseurs Friedrich Wilhelm Murnau. Premiere hatte der Film am 16. Februar 1930. Noch im selben Jahr erschien er auch in den Kinos in Deutschland unter dem Titel „Unser täglich Brot“. Nach dem Zweiten Weltkrieg wurde der Film erstmals am 20. Juni 1975 im dritten Programm des NDR ausgestrahlt.

## Handlung
Lem Tustine ist der Sohn eines Weizenfarmers in Minnesota. Um die Jahresernte zu verkaufen, reist Lem nach Chicago – erstmals ohne Begleitung seines Vaters. Doch die Geschäfte laufen wegen der fallenden Marktpreise schlecht. Lem lernt die Kellnerin Kate kennen, die von den ständigen Annäherungen ihrer Kunden sowie dem hektischen Leben in der Stadt genervt ist und sich das Leben auf dem Land idyllisch vorstellt. Lem und Kate kommen sich näher und entscheiden sich, als Lem nach Hause zurückfahren will, im letzten Moment zu einer spontanen Heirat.
Lem nimmt sie mit nach Minnesota und stellt sie als seine Frau vor. Doch während Lems Mutter und seine kleine Schwester Marie Kate akzeptieren, hegt sein konservativer Vater Vorurteile gegen Frauen aus der modernen Großstadt. Er glaubt, dass Kate nur hinter dem Geld seines Sohnes her ist, und schikaniert sie aufs Heftigste, um sie zum Verlassen der Farm zu bewegen. Kates Versuche, ihren zukünftigen Schwiegervater von ihren ehrlichen Absichten zu überzeugen, schlagen fehl. Die junge Ehe zwischen Kate und Lem kriselt, da dieser sich nicht gegen seinen Vater durchsetzen kann.
Die Situation spitzt sich zu, als eine Gruppe Erntehelfer auf der Farm eintrifft und diese Kate für ausgesprochen attraktiv befinden. Insbesondere Mac, der Wortführer unter den Erntehelfern, macht ihr unmissverständlich den Hof. Als ein schwerer Sturm gemeldet wird, der die Weizenfelder zu zerstören droht, muss die Ernte noch in der Nacht eingebracht werden. Dabei verletzt sich Mac die Hand und als Kate ihm die Hand verbinden will, macht er ihr Avancen. Kate weist ihn ab, doch Lems Vater, der die Situation beobachtet hat, missinterpretiert diese und informiert Lem über den angeblichen Betrug seiner Frau.
Um Kate zu beeindrucken und gegen ihren Willen Rache an den Tustines zu üben, stiftet Mac die anderen Erntehelfer dazu an, den Hof zu verlassen. Im Angesicht des herannahenden Sturms wäre das der finanzielle Ruin der Farmerfamilie. Damit die Auseinandersetzung sich entschärft und die Erntehelfer doch weiterarbeiten, verlässt Kate die Farm auf eigene Faust und macht sich auf den Weg zum Bahnhof.
Lem findet einen Brief, in dem sich Kate von ihm verabschiedet, und erkennt, dass Kate ihn doch liebt und er durch seine Passivität eine Mitschuld an den Ereignissen trägt. Er will sich auf die Suche nach ihr machen, doch es kommt auf einem Pferdewaggon zu einer Auseinandersetzung zwischen ihm und Mac. Lem setzt sich durch, wird aber beinahe von seinem Vater erschossen, der sich am Hofeingang mit einem Gewehr postiert hat, mit dem er die Erntehelfer an der Flucht hindern wollte. Im Angesicht dieser dramatischen Ereignisse entscheiden sich die Erntehelfer, doch die Ernte einzubringen. Lem spürt Kate auf und überzeugt sie zur Rückkehr auf den Hof. Der Vater, darüber ins Nachdenken gekommen, dass er beinahe seinen eigenen Sohn erschossen hat, bittet Kate um Vergebung.

## Hintergrund
Das Theaterstück, das dem Film als Vorlage diente, wurde am 20. August 1925 erstmals aufgeführt und wurde 52 Mal gespielt.
Regisseur Murnau hatte den Film zuerst als Stummfilm mit dem Titel Our Daily Bread (Unser täglich Brot) konzipiert. Nach Meinungsverschiedenheiten mit dem Studio Fox Film Corporation verließ Murnau das Projekt, das von Regieassistenten zu Ende geführt wurde. Murnau war nicht mit einer Nachvertonung einverstanden. Heute ist nur noch eine Filmversion erhältlich, in der es keine vertonten Szenen gibt.
Zu dem angesprochenen schlechten Verhältnis zum Studio trug auch bei, dass Murnau nicht in der Lage war, Janet Gaynor, den Star aus seinem Erfolg Sonnenaufgang – Lied von zwei Menschen, zu verpflichten. Er war gezwungen, mit der vom Studio verpflichteten Mary Duncan zu arbeiten, die genau wie Gaynor mit Murnau bereits in Vier Teufel zusammengearbeitet hatte.

## Kritiken
Das Lexikon des internationalen Films schreibt zu diesem Film: „Obwohl der Kontrast zwischen Stadt und Land stimmungsvoll ausgearbeitet ist, dominieren letztlich schauspielerische Unausgewogenheiten und Rührstück-Klischees. Filmhistorisch gleichwohl von Reiz.“ Auch die Zeitschrift Cinema bezeichnet den Film als „filmhistorische Perle.“ Die New York Times bemängelte die „peinliche Anstrengung“, den Erfolg von Murnaus Sonnenaufgang – Lied von zwei Menschen zu wiederholen.